# Giovanni Elsner
Pour les articles homonymes, voir Elsner.
Giovanni Guido Elsner, mieux connu comme Gianni Elsner, né à Merano le 27 septembre 1940 et mort à Rome le 5 octobre 2009, est un acteur, animateur radio et homme politique italien.

## Biographie
Giovanni Elsner est né à Merano le 27 septembre 1940. En 1965, il déménage à Rome où il entame une carrière au cinéma. Il débute en 1968 à la télévision dans la série des Le inchieste del commissario Maigret, épisode La chiusa de Mario Landi. En 1976, il est aussi animateur radio sur Radio Luna, émetteur romain.
En 1992, Giovanni Elsner est élu à la Chambre des députés italienne sur la liste de Marco Pannella (XIe législature de la République italienne Groupe mixte).
Il meurt à Rome après une longue maladie à l'âge de 69 ans.

## Filmographie partielle

### Au cinéma
- 1971 : Decameron n° 3 - Le più belle donne del Boccaccio d'Italo Alfaro
- 1973 : Si, si, mon colonel (Un ufficiale non si arrende mai nemmeno di fronte all'evidenza, firmato Colonnello Buttiglione) de Mino Guerrini
- 1975 : Tireur d'élite (La polizia interviene: ordine di uccidere!) de Giuseppe Rosati
- 1976 : 
  - La Peur règne sur la ville (Paura in città) de Giuseppe Rosati
  - Vento, vento, portali via con te de Mario Bianchi
  - Antigang (La malavita attacca... la polizia risponde!) de Mario Caiano

### À la télévision

#### Séries télévisées
- 1968 : Le inchieste del commissario Maigret, épisode La chiusa de Mario Landi
- 1969 : I fratelli Karamàzov série TV de Sandro Bolchi